# Leptotarsus (Macromastix) hackeri
Leptotarsus (Macromastix) hackeri is een tweevleugelige uit de familie langpootmuggen (Tipulidae). De soort komt voor in het Australaziatisch gebied.